# Sulcorebutia cardenasiana
Sulcorebutia cardenasiana là một loài thực vật có hoa trong họ Cactaceae. Loài này được R. Vásquez miêu tả khoa học đầu tiên năm 1975.